# Susana Higuchi
Pour les articles homonymes, voir Higuchi.
Susana Shizuko Higuchi Miyagawa, née le 26 avril 1950 à Lima et morte dans la même ville le 8 décembre 2021, est une femme politique et femme d'affaires péruvienne.

## Biographie
Fille d'immigrés japonais, Susana Higuchi épouse Alberto Fujimori le 25 juillet 1974. Elle est la mère de quatre enfants, dont Keiko Fujimori et Kenji Fujimori.
En 1990, elle devient Première dame du Pérou après l'élection de son époux à la tête du pays ; elle le reste jusqu'à leur divorce, en 1994. Elle dénonce alors la « soif de pouvoir » de son ex-mari et les affaires de corruption dans lesquelles sont impliquées ses proches (des ONG ont été créées pour détourner les dons et l’argent venant du Japon pour venir en aide au Pérou). En 1995, elle tente de se présenter aux élections mais Alberto Fujimori fait changer la loi électorale pour l'en empêcher.
Elle accuse son ancien mari d'avoir ordonné aux services secrets péruviens de la torturer.
En 2000, elle est élue députée au Congrès de la République et réélue l'année suivante. Elle conserve son siège jusqu'à la fin de la législature en 2006.
Atteinte d'un cancer, elle est hospitalisée dans une clinique de Lima le 9 novembre 2021. Elle y meurt presque un mois plus tard, le 8 décembre,.